# Svenska Parasportförbundet
Parasport Sverige med det juridiska namnet "Svenska Parasportförbundet och Sveriges Paralympiska Kommitté" (tidigare Svenska Handikappidrottsförbundet och Sveriges Paralympiska Kommitté) är ett specialidrottsförbund (SF) för parasport i Sverige. Namnbytet kom på förbundsmötet i Malmö den 9 maj 2015. Förbundet bildades 1969, och valdes in i Riksidrottsförbundet (RF) samma år. Förbundets kansli ligger i Idrottens hus i Stockholm.
Förbundet administrerar idrott för personer med rörelsenedsättning, synnedsättning och intellektuell funktionsnedsättning inom 11 idrotter och har cirka 25 000 medlemmar organiserade i drygt 500 föreningar. Förbundet innehar även rollen som Sveriges Paralympiska Kommitté med ansvar för paralympisk idrott i Sverige, vilket även inkluderar idrott organiserad inom ett antal andra specialidrottsförbund. Paralympiska spelen är parasportens motsvarighet till Olympiska spelen.
Svenska Parasportförbundet utsågs 2008 till "Årets idrottsförbund" av Sveriges centralförening för idrottens främjande .
Ordförande i förbundets styrelse är Åsa Llinares Norlin.